# ドラゴンアームズ改 バハムートライジング
『ドラゴンアームズ改 バハムートライジング』は日本のテーブルトークRPG作品である。著者は久保田悠羅／F.E.A.R.。エンターブレインから2013年4月にB5版書籍で発売された。

## 概要
2001年に発売された『ドラゴンアームズ バハムートハウリング』の時系列上の続編に当たる作品である。DAHは発売後も10年以上『ゲーマーズ・フィールド』誌にてサポート記事が連載されていた。DARはその設定を盛り込みつつも、ゲームシステムは大幅な刷新を行い、プレイアビリティを高めたルールとなっている。
ゲームプレイにはプレイヤー各人が2個、マスターは余分に10個程度の6面体のサイコロとプレイヤー4人毎に（ジョーカーが2枚入った）トランプ1組が必要である。

## 世界設定

### ストーリー
竜歴2000年。アルビオン大陸に、突如正体不明の機械生命体MISTが空から大量に降ってきて、人類の殺戮を始めた。MISTは瞬く間に大陸の9割を侵略し、人類の命運は尽きると思われた。その時、大陸中央の古代遺跡から、双頭の竜を模した巨大戦艦バハムートが突如浮上し、艦首の「サンダー・ヘブン・ハンマー」で眼下のMIST群を一瞬にして廃塵と化した。こうして、バハムートはMISTに対抗できる人類最後の希望となり、アルビオン大陸を飛び続けた。バハムートと騎甲巨兵の活躍により、人類は少しずつではあるがMISTから大地を取り戻しつつあった。
しかし、竜歴2003年。それまで無敗だったバハムートは、MISTの猛攻により大きなダメージを受け、ついに地面に伏してしまう。
そして、竜歴2005年。アルビオン大陸の各国の連合のもと、『竜の暁』作戦により、バハムートは再び空に舞い上がった。騎甲巨兵の部隊はDAFとして再編され、バハムートは再び人類最後の希望としてMISTに立ち向かう…。

### アルビオン大陸
アルビオン大陸は植民惑星プラエトルの中の一大陸である。惑星プラエトルは大概的に地球と同じ環境を持ち、ここに恒星間航行で植民地を求めていた人類が入植した。だが、同時に外宇宙から大量の敵「鋼の軍団」が現れ、人類と「鋼の軍団」との最初の交戦が始まった。人類は地球から受け継いできた文明の大半を捨て去ることで「鋼の軍団」の勢力を弱め、共に入植した人工生命体に文明の保持と伝承を託した。
それから約3000年の後、アルビオン大陸は惑星プラエトルにおいて人類の大半が暮らす大陸となっていた。だが、MISTの襲来によりアルビオン大陸は焦土と化し、人類は必死の抵抗を続けている。

#### 国家
現存するどの国家も、国土の大半をMISTに破壊された状態となっている。
エクスタリア王国
女王を頂点とした専制主義国家。騎士道精神を重んじる。騎甲巨兵を多数発掘し、名実共に大陸随一の強国である。
ヴァイツグラード帝国
宰相に統治された独裁国家。黒服を好む国民性から『喪服の国』の別名がある。先進の軍事技術を有し、MISTに対しても善戦している。
ローマディア法国
アルビオン大陸で広く信仰されている『カノン教』の総本山がある国。法王を中心とした中央集権的な政治体制を有する。盾と短剣による密集陣形戦法が得意。
アルトクラン王国
「王国」と名乗っているが、氏族の合議で政治を統べる共和制国家。魔導が発達しており、優秀な魔導士を多数輩出している。この国独自の信仰を持っている。
カレドア連邦
5つの氏族が入り交じった連邦制共和国。自由・自立・自助を政治信条とする。感情のエネルギーを操作する技術である『幻操』を生み出した国でもある。
A.R.K.
シュワルデン大学を中心として統治される都市国家。研究開発により数々の先進的な技術を生み出してきた。人工生命体『ミューズ』が生産されている国でもある。

### バハムート
巨竜艦『バハムート』は、アルビオン大陸にMISTが降下してきてから2日後、バハムート遺跡の奥深くから浮上してきた、現在の科学を遥かに超越したテクノロジーによって建造された飛行体である。全長3500m、全高292m。双頭の竜の姿を取る。アルビオン大陸の上空20m~80mを最大時速80kmで飛行する。主武装は2つの頭部から発射される『サンダー・ヘブン・ハンマー』である。バハムートはその巨体そのものが兵器であり、DAFの基地であり、MISTにより住む家を追われた避難民がいる街である。バハムートの機関区には巨大な『クリスタルエンフォーサー』がある。これは人間の様々な感情を汲み上げてエネルギーに変え、大陸中に『雷力』と言うエネルギーを供給している。騎甲巨兵もこの『雷力』を元に動いている。

#### DAF
DAF(Dragon Alliance Forces)は、かつて騎甲巨兵を運用していた部隊（ドラゴンアームズを運用していた『ドラゴンフォース』とレギュレートアームズを中心に運用していた『レガシーガーズ』）が、竜歴2003年のバハムート擱座を機に、大陸の6カ国の連盟のもとに統合・再編された部隊である。プレイヤーキャラクターは基本的に、このDAF所属の『大騎士』として、ドラゴンアームズに乗りMISTと戦うこととなる。

#### 傭兵団ナーガロンド
かつてA.R.Kと契約していた傭兵団だが、MIST襲来後はDAFと契約してバハムートに同乗している。キャラクター作成時にDAF所属の代わりに選択可能。

#### オーバード騎士団
カノン教を母体をする誇り高き騎士団。現在その拠点の所在は不明だが、一部の団員がバハムートに同乗している。キャラクター作成時にDAF所属の代わりに選択可能。

#### ナイトウィングス
独立して作戦行動を行う特殊部隊で、DAFの隊員の中からエリートが選抜される。ヴリトラ級重竜翔騎を1騎所有し、独立作戦や特殊任務などに投入される。

### 騎甲巨兵
竜歴前1000年頃に作られた『エーテルチャンバー』は人間の感情をエネルギーに変換する力を持っていた。このエーテルチャンバーを用いて「鋼の軍団」に対抗するために作られたのが『騎甲巨兵』である。その後竜歴1839年、かつて人類の力で光を失っていたはずのエーテルチャンバーが再び『雷力』を放ち始め、人類は再び世界を新しくしたのである。
エーテルチャンバーで動いていたはずの『騎甲巨兵』の再開発を研究（ロングワーム計画）していたとき、エーテルチャンバーが雷力を一気に大放出したことにより多数の死傷者が出たことで、『騎甲巨兵』の開発は一時的に凍結されることとなる。

#### レギュレートアームズ
危険なエーテルチャンバーの代わりに、人工的に量産可能な『レギュレートチャンバー』を用いて量産された騎甲巨兵である。アルビオン大陸の各国で量産され、さらなるレギュレートチャンバーの原料を求めて、竜歴1889年から1945年にかけて各国が戦争となる事態にまで発展した（半世紀戦争）。
DAHではMISTの攻撃をなんとか防ぐ位の力しかなかったが、DARでは改良が重ねられ、OERSの発動も可能となっている。

#### ドラゴンアームズ
A.R.K.では一時凍結されていたロングワーム計画を『D計画』として復活させ、竜歴1994年に、エーテルチャンバーを動力源に使用した騎甲巨兵の原型騎が完成する。そして5年後、正式に『ドラゴンアームズ』の名称が与えられた。MISTがアルビオン大陸に降ってきたのはそのわずか1年後のことである。

### MIST
MIST(Mechanical Intelligent Steel Terribles)は、惑星プラエトルの第1衛星の裏側の公転軌道に発見された第2衛星から大量に降下してきた機械生命体である。その目的は「ありとあらゆる生命体を抹殺する」こと。MISTの襲来により、アルビオン大陸は人口の70%を失った。残り30%の人類は大量に所有していたレギュレートアームズなどの現有兵器で抵抗しているが、防戦一方である。
トルーパー級
もっとも弱く数が多い小型（といっても1体で2〜3mある）MIST。6機で1ユニットを構成する。
ソルジャー級
単体で行動するMIST。騎甲巨兵と同じくらいの強さを持つ。
コマンダー級
指揮官級のMIST。トルーパー級やソルジャー級を率いて人類を襲う。コマンダー級が破壊されると指揮下のMISTは活動を停止する。
ジャガーノート級
コマンダー級よりも大型のMIST。竜暦2001年にバハムートとほぼ同じサイズの「ティアマトー」が確認されている。
ヒューマノイド級
人間と同じ姿を持ち、人間と同じように行動する単体のMIST。『ベトレイヤー』もその中の一人である。

## プレイヤーキャラクター
DARのプレイヤーキャラクターは騎甲巨兵に乗り、MISTと戦うDAF（または傭兵団ナーガロンドかオーバード騎士団）の一員である。プレイヤーキャラクター1人につき、騎甲巨兵が1騎与えられる。

### クイックスタート
紅の大騎士
エクスタリア王国出身の近接攻撃型のドラゴンアームズの乗り手
聖督の信徒
ローマディア法国出身の近接範囲攻撃型のドラゴンアームズの乗り手
機甲砲手
ヴァイツグラード帝国出身の遠距離射撃型のドラゴンアームズの乗り手
閃光の双手
カレドア連邦出身の近距離射撃型のドラゴンアームズの乗り手
戦場の魔導士
アルトクラン王国出身の魔導攻撃型のドラゴンアームズの乗り手
遠雷の狙撃手
エクスタリア王国出身の超遠距離からの狙撃を得意とするレギュレートアームズの乗り手
オーバード聖騎剣士
A.R.K.出身の近接攻撃および近距離射撃が可能な汎用型のドラゴンアームズの乗り手
水晶の子
ミューズの超近接攻撃型のドラゴンアームズの乗り手
アルビオンの化身
アバターの魔導攻撃型のドラゴンアームズの乗り手
裏切りの大騎士
ベトレイヤーの支援型のレギュレートアームズの乗り手

### クラス
キャラクターの出身国によりクラスに制限があったDAHとは異なり、DARでは出身国にかかわらずどのクラスも選択できる。
襲撃騎（ストライカー）
近接戦闘を得意とするクラス。
機甲騎（ガンアサルト）
襲撃騎の後ろで射撃戦闘を行うクラス。
魔導騎（ソーサリーガード）
超常能力である魔導を用いて、戦闘を行うクラス。
幻操騎（ストリームガード）
超常能力である幻操を用いて、仲間の援護を主に行うクラス。
天剣騎（イントルーダー）
高機動および超近接戦闘を得意とするクラス。
狙撃騎（ガンスナイパー）
超遠距離からの狙撃を得意とするクラス。
戦術騎（ストライクアサルト）
近接戦闘と射撃を両立する汎用性の高いクラス。

### 感情
DARの世界では感情がエネルギーとなっている。キャラクターは作成当初は2つの感情を持ち、ゲーム中にPCまたはNPCに感情を追加することができ、セッション終了後は4つまで次のゲームに持ち越すことができる。

## ルール

### 判定方法
DAHと異なり、6面体サイコロ2個を振って判定値と併せた値を達成値とする。

### エーテリック
プレイ開始時に、良く切ったトランプ4枚を各プレイヤーにエーテリックとして渡す。シーン終了後にカードの交換や補充を行い、常にシーン開始時には各プレイヤーの手札は4枚となる。
プロット
キャラクターがシーンに登場した時、手札の中からカードを1枚裏にして置く。
チャージ
1シーンに1回、キャラクターの感情や性格に沿ったロールプレイを行い、その行動をゲームマスターが認めた場合、プロットしたカードを表にして蓄積する。
使用
チャージされたエーテリックは、OERSの発動コストとして使用する他に、ダメージの軽減に使用できる。手札として持つエーテリックは達成値の上昇に使用できる。

### 騎甲巨兵戦闘
騎甲巨兵を用いた戦闘はヘクスマップを用いる。またZOCとエンゲージの概念がある。ルールブック巻末には8種類の戦闘シート（ヘクスマップ）が、本のカバーには敵味方のユニットマーカーが収録されている。
移動
自由に動ける「戦闘移動」と、一直線だが移動距離が伸びる「全力移動」がある。
地形
マップ上の地形により、移動や機動に影響がある。
攻撃
通常攻撃と、10ヘクス以上離れた敵に行える支援攻撃がある。
OERS
チャージしたエーテリックをコストとして使用することで、非常に強力な効果を発揮するOERSを発動させることができる。

### 対人戦闘
人間同士、または人間とMIST間の戦闘は、ヘクスマップではなく専用の「対人戦闘シート」を用いる。戦闘エリアを「後方」「前線」「敵後方」の3フィールドに分け、武器によって攻撃できるフィールドが異なる。ダメージは騎甲巨兵のヒットポイントではなく、レコードシートの「負傷ゲージ」の升目を塗りつぶすことで記録する。